# Ophidiaster tuberifer
Ophidiaster tuberifer is een zeester uit de familie Ophidiasteridae.
De wetenschappelijke naam van de soort werd in 1880 gepubliceerd door Percy Sladen.